# Loreto Prado
Loreto Prado Medero (Madrid, 1863-ibídem, 25 de junio de 1943) fue una actriz española. Formó compañía durante medio siglo junto a su compañero Enrique Chicote. Desde 1936 ambos comparten el nombre de una pequeña calle en el centro de la capital española. Desde 1944, en la plaza de Chamberí hay una escultura de Loreto, que corresponde a una copia de la original hecha por Mariano Benlliure. Para Díaz de Escobar, Loreto «creó los arquetipos escénicos que luego imitaron las mujeres del pueblo para dar forma típica a su casticismo».

## Biografía

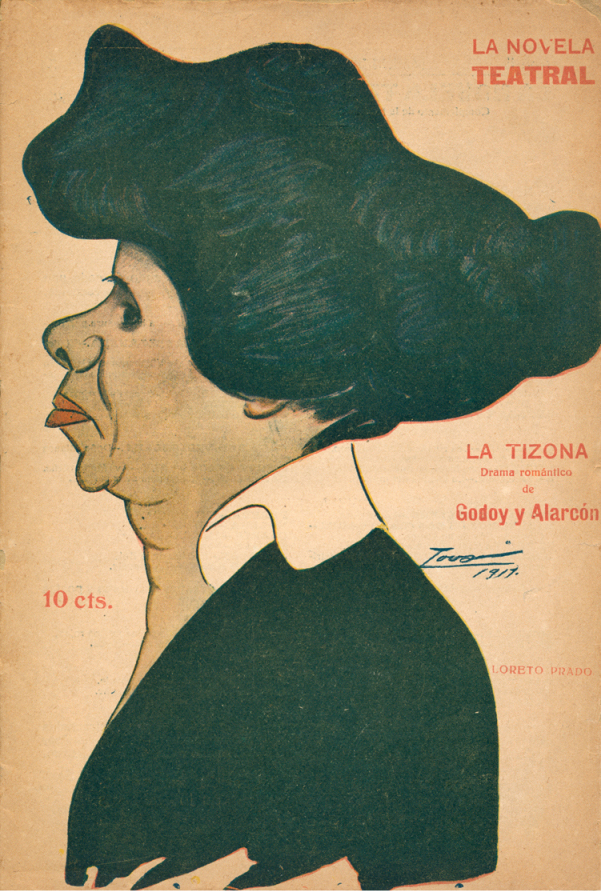
Caricaturizada por Tovar en un número de La Novela Teatral (1917)

Loreto Prado nació en 1863 en la calle de la Madera, hija de un abogado y rentista que se arruinó. Sin vocación y por pura necesidad, pisó las tablas del teatro con apenas catorce años. De allí pasó al Teatro Apolo donde encontró su gran oportunidad al ponerse una noche enferma la primera tiple de la compañía.
Tras una gira en provincias, entró en la compañía del Teatro Martín dirigida por el que a partir de 1887 fue su pareja inseparable —aunque nunca se llegarían a casar— el también actor Enrique Chicote; ambos formaron dueto artístico durante medio siglo, cosechando éxitos sobre los escenarios madrileños desde la presentación de su compañía en 1898 en el Teatro Romea (Madrid), y durante el primer tercio del siglo XX en las tablas del Teatro Cómico.
Poco después de recibir la Medalla al Mérito en el Trabajo, en mayo de 1943, Loreto sufrió un desvanecimiento en el escenario del Teatro Cervantes de Sevilla. Falleció un mes más tarde en la misma ciudad que la vio nacer y triunfar, Madrid, el 25 de junio de 1943. Su entierro fue multitudinario.

## Interpretación

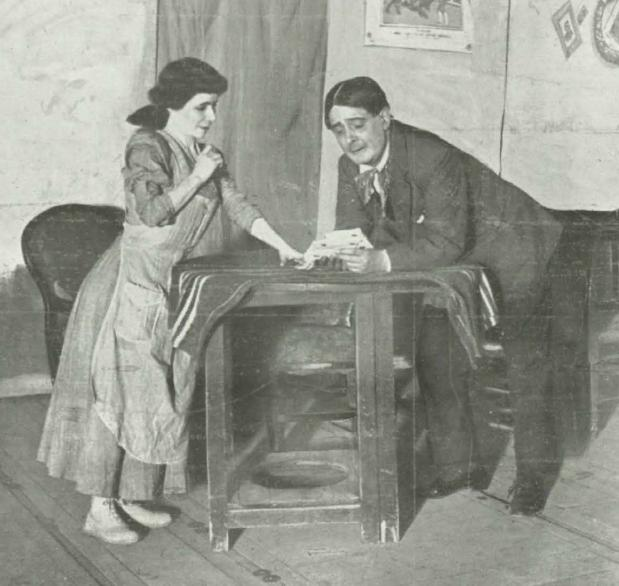
Loreto Prado y Enrique Chicote en una escena de Gente menuda.

De entre la larga lista de piezas teatrales, en especial del género chico (sainetes y zarzuelas), que tuvieron como estrella a Loreto Prado, cabe mencionar algunos clásicos de Arniches, como Alma de Dios (1907), Gente menuda (1911), La casa de Quirós (1915), La venganza de la Petra (1917), y otras obras como: El jardín cerrado, Los chicos de la escuela, Los granujas, Las estrellas, Los viajes de Gulliver, Los perros de presa y La sobrina del cura.

## Homenajes literarios
Emilio Carrere la definió en uno de sus poemas como "musa manola, / la comedianta más española, / la que levanta, como una ola, / las marejadas del corazón".
Azorín, en la esquela literaria que le dedicó en el diario ABC el 4 de julio de 1943, la recuerda un 12 de abril de 1900, en las tablas del Romea, en el estreno de Ligerita de cascos de Sinesio Delgado y el maestro Torregrosa, y concluye que "Todo en Loreto es fino y cáustico".
Y los hermanos Álvarez Quintero, al verla salir a escena consiguieron ponerse de acuerdo para escribir:

«La escena está sin luz y sin aroma,

óyese dentro confusión y gresca,

y tras la risa bulliciosa y fresca,

la alegre cara de Loreto asoma.»

### De mujer a mujer

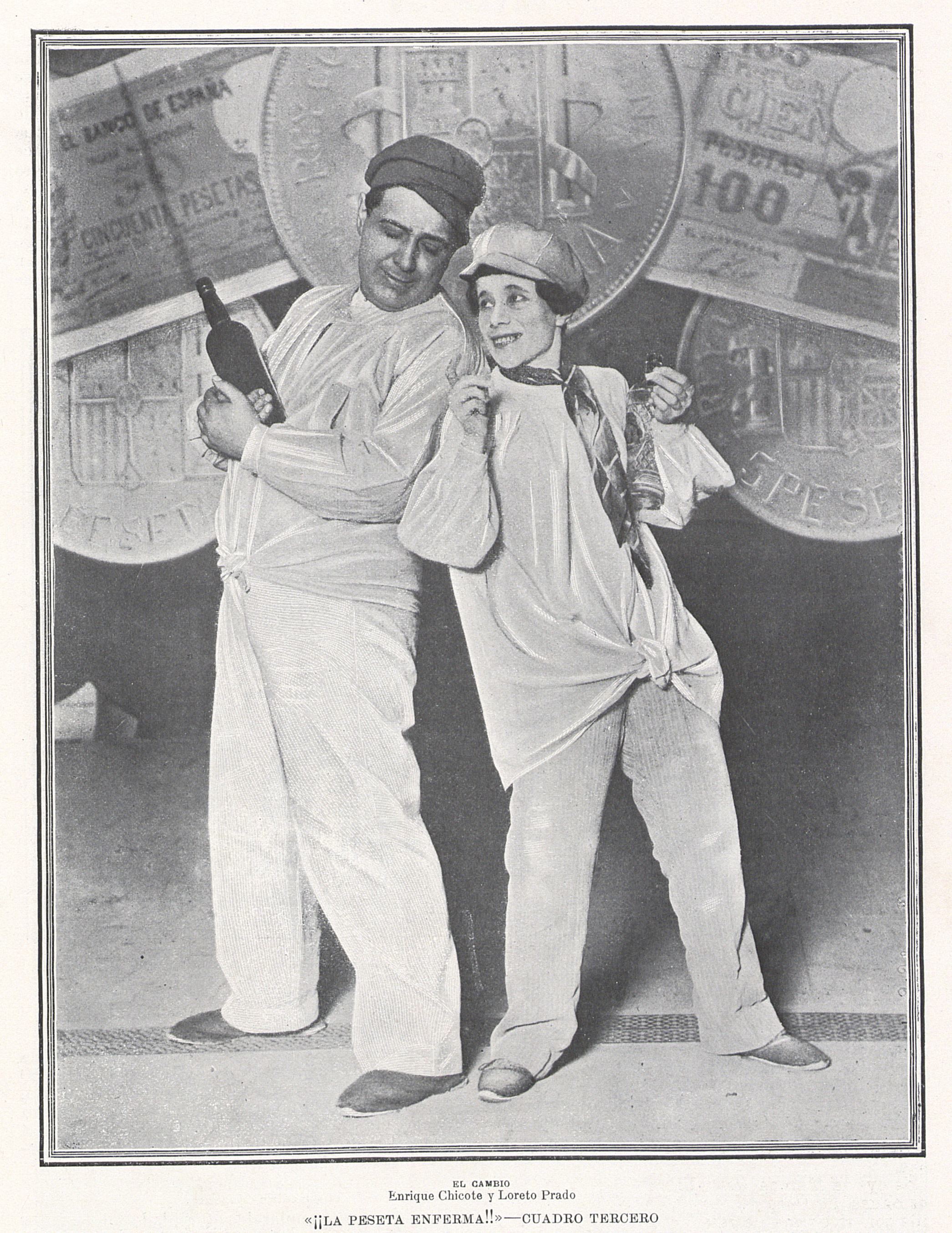
Chicote y Loreto en ¡La peseta enferma!! (1905)

Con la exactitud con la que sólo una actriz puede analizar a otra actriz, Ana Mariscal, en su libro Cincuenta años de teatro en Madrid, dibuja a Loreto como a una "diminuta y gran mujer" que cambiaba de edad, de sexo, de género, de ambiente social "y siempre estaba bien", y añade que, para compensarlo quizá, no cambió de ciudad, ni de vida, ni de estado, viviendo la vida del cómico durante cincuenta años: "levantarse tarde, comerse un huevo (al lado de otro), ir al ensayo, actuar, cenar, actuar, un rato al café y dormirse a las tantas"... Así la evoca la Mariscal, sin apartarse del guion de la biografía de Chicote y su "desmedida admiración" por Loreto. Chicote y Loreto, Loreto y Chicote, tanto monta... Dueños de un piso amueblado y cerrado en la calle de San Marcos para cuando se pudieran casar. Y Loreto murió soltera, probablemente porque no tuvo tiempo para ir al juzgado o a la iglesia, como no lo tuvo para ir a triunfar a América... Tenía que salir al escenario, con el "olor a gato de los pasillos del teatro Cómico" pegado a los zapatos, una vez más y otra vez más, porque el público la necesitaba para reír y llorar, hasta romperse las manos para darle las gracias a aquella diminuta y gran mujer".